# دينو هاكيت
دينو هاكيت (بالإنجليزية: Dino Hackett)‏ هو لاعب كرة قدم أمريكية أمريكي، ولد في 28 يونيو 1964 في غرينزبورو في الولايات المتحدة.

## وصلات خارجية
- دينو هاكيت على موقع مرجع كرة القدم المحترفة.كوم (الإنجليزية)